# Pierre Combescot
Pierre Combescot (født 9. januar 1940 i Limoges - 27. juni 2017) var en fransk forfatter, der i 1991 fik Goncourtprisen for romanen Les Filles du Calvaire.